# Galaz
Galaz är en ort i Marocko.   Den ligger i provinsen Taounate och regionen Fès-Meknès, 190 km öster om huvudstaden Rabat.